# Большие Амхиничи
Большие Амхи́ничи (бел. Вялікія Амхінічы) — деревня в составе Горбовичского сельсовета Чаусского района Могилёвской области Республики Беларусь.

## История
Упоминается в 1611 году как деревня Мхиничи в составе Вейнянского войтовства Могилевской волости в Оршанском повете ВКЛ.

## Население
- 2010 год — 89 человек